# Ле (жанр)
Ле (фр. lay —"пісня, мелодія") — ліроепічна поема, що мала форму римованого попарно октасилабіка. Містить від 200 до 1000 рядків. Здебільшого ле складалися у Франції та Німеччині протягом XIII—XIV ст. У ле часто розповідається про різноманітні любовні історії. Для них притаманні: лаконізм, концентрованість змісту та фантастичні елементи. Щасливе або трагічне кохання виступає у ролі конфліктної ситуації. Зміст ле часто протиставляється нормам і законам суспільства — в них може розповідатися про любов одруженої жінки до іншого, сімейні заборони, любов героя до феї тощо. Нерідко основою для ляйсів були кельтські сюжети.

## Термін
У питанні етимології терміна «ле» у вчених немає єдиної думки. За однією з гіпотез, слово «ле» кельтського походження, яке спочатку позначало мелодію, музичний елемент поетико-музичної композиції. У французькій куртуазній літературі значення lai зливається зі значенням aventure — невеликої розповіді про надзвичайну пригоду, спочатку ліро-епічного, пізніше просто епічного.

## Автори ле
- Карл I Анжуйський
- Гійом де Машо
- Марі де Франс
- Філіпп де Вітрі